# Frederick Edward Raven
Frederick Edward Raven (* 9. September 1837 in Canonbury, Islington, London; † 16. August 1903 in Greenwich) war ein englischer Prediger und Bibelausleger der Brüderbewegung.

## Leben
Raven war der Sohn eines Anwaltsangestellten. Während seiner Kindheit zog die Familie nach London, wo Raven in den Dienst des Admiralty Office trat. 1865 verließ er die Church of England und schloss sich der „geschlossenen“ Brüdergemeinde Priory in Nord-London an (der damaligen Heimatgemeinde von John Nelson Darby, die später nach Islington, Park Street 57 umzog). Seine Eltern blieben zeitlebens der Church of England verbunden.
1873 wurde Raven Sekretär am Royal Naval College in Greenwich. Am 15. April desselben Jahres heiratete er Kate Wallis Glenny (* 20. Januar 1851), die Tochter eines Gärtners aus Barking. Aus der Ehe gingen neun Kinder hervor, von denen die meisten vor Erreichen des 50. Lebensjahrs starben. Raven ließ ihnen eine umfassende Bildung angedeihen, auch den Töchtern; drei seiner Töchter wurden Lehrerinnen, eine Rechtsanwältin. Seine jüngste Tochter Jessie (verheiratete Crosland, † 1973), die Mutter des Labour-Politikers Anthony Crosland, veröffentlichte mehrere Bücher über die französische Literatur des Mittelalters. Auch sonst zeichnete sich Raven durch für seine Kreise ungewöhnliche Ansichten aus; im Hinblick auf soziale Ungerechtigkeiten bemerkte er einmal, wenn er kein Christ wäre, wäre er überzeugter Kommunist.
Bereits ab 1880, besonders aber ab 1888 löste Raven unter den „geschlossenen Brüdern“ Lehrstreitigkeiten aus, die 1890 in einer Spaltung resultierten. Raven lehrte, dass 2 Kor 5,21b  („damit wir Gottes Gerechtigkeit würden in ihm“) zukünftig sei und dass auch das ewige Leben für den Christen kein gegenwärtiger Besitz sein müsse. Zudem bestritt er, dass Jesus Christus persönlich das ewige Leben sei oder dass in ihm als Mensch das ewige Leben zur Darstellung gekommen sei. Von einem Teil seiner Glaubensbrüder wurden diese – oft in schwer verständlichen Formulierungen vorgetragenen – Auffassungen als Irrlehren angesehen, sodass sich 1890 ein Teil der „geschlossenen Brüder“ unter Führung von William Joseph Lowe von ihm und seinen Anhängern trennte – in Großbritannien nur eine Minderheit, auf dem europäischen Kontinent und in Nordamerika jedoch die überwältigende Mehrheit.
Nach der Spaltung wurde Raven zunehmend als geistlicher Führer des mit ihm verbundenen Teils der „geschlossenen Brüder“ angesehen. 1897 ließ er sich vorzeitig pensionieren und unternahm mehrere Vortragsreisen im In- und Ausland, so 1898 und 1902 in die USA. Ab 1893 bestritt er die traditionelle christliche Lehre, dass Jesus Christus Gott und Mensch in einer Person war; vielmehr sei er in Person Gott und im Zustand Mensch gewesen. 1902 brachte Raven Zweifel an der ewigen Sohnschaft Christi zum Ausdruck, eine Auffassung, die 1929 von seinem Nachfolger James Taylor sen. zur offiziellen Lehre der „Raven-Brüder“ weiterentwickelt wurde.
Im Gegensatz zum ursprünglichen bibelzentrierten Ansatz der Brüderbewegung führte Raven ein starkes mystisches und subjektives Element in den ihm folgenden Teil der Brüderbewegung ein; so hielt er Gebet und Meditation sowie das direkte Reden des Heiligen Geistes für wichtiger als das Studium der Bibel. Da der Heilige Geist in erster Linie in den Zusammenkünften rede, wurden Ravens Vorträge regelmäßig mitprotokolliert und danach in Buchform herausgegeben (Ministry by F.E. Raven, 20 Bände). Ebenso erschien ein Band Letters of F.E. Raven. Wie die Schriften seiner Nachfolger James Taylor sen., James Taylor jun., James Harvey Symington, John Stephen Hales und Bruce David Hales haben die Veröffentlichungen Ravens unter den Raven-Brüdern autoritative Geltung, wobei neuere Erkenntnisse Vorrang vor älteren haben.